# Cecilia Martínez (locutora)
Cecilia Helena Martínez Mendoza (Caracas, Venezuela, 24 de noviembre de 1913-Caracas, 23 de septiembre de 2015) fue la primera locutora de Venezuela y un ícono de la radio y la televisión en su país. Su irrupción en los medios de comunicación en los inicios del siglo XX, sirvió de inspiración a la mujer venezolana y dio inicio a una creciente participación femenina en la televisión y la radio nacionales.
Su carrera alcanzó más de setenta años en los medios de comunicación de Venezuela. Además de ser la primera locutora de radio del país, fue conductora de programas de televisión de gran sintonía, actriz de radionovela y cantante del primer jingle publicitario para la radio venezolana. Fue la primera mujer en ganar una demanda de divorcio en Venezuela.

## Biografía
Sus padres fueron Alberto Martínez Reverón y Josefina Mendoza Aguerrevere, provenientes de conocidas familias de la ciudad de Caracas y de los estados venezolanos de Trujillo, Barinas y Aragua. Por línea materna era tataranieta del primer presidente de Venezuela Cristóbal Mendoza. Su abuela, Josefa Reverón de Martínez era tía paterna del pintor venezolano Armando Reverón y tía política del periodista venezolano Leoncio Martínez.
En 1934 Cecilia Martínez contrajo matrimonio con Germán Álvarez de Lemus. El matrimonio tuvo dos hijas, Yolanda y Elena Álvarez Martínez. En 1940 ganó la primera demanda de divorcio en Venezuela. Cecilia contrajo de nuevo nupcias en 1971 con Eduardo Reina, ciudadano de origen argentino radicado en Venezuela.
Nació en la casa número 103, entre las esquinas Truco y Guanábano, en Caracas, y fue la segunda de cuatro hermanos. En 1925, cuando Cecilia tenía apenas trece años de edad, su madre falleció a consecuencia de una pulmonía. Estudió en el Colegio Chávez de Caracas hasta los dieciséis años, donde aprendió a tocar el piano, a cantar y a actuar en obras escolares. Según Cecilia contaba, solo pudo estudiar hasta el sexto grado de primaria porque, para la época, "era mal visto que las mujeres cursaran el bachillerato". Había crecido en el seno de una familia tradicional, para la cual el puesto de una mujer estaba en su casa y no en el trabajo fuera del hogar.
Su infancia y adolescencia transcurrieron en la casa familiar, guiada por su padre que se encargó de ella y de sus hermanos después de la temprana muerte de su esposa. Por entonces Venezuela era un país atrasado, gobernado por la dictadura de Juan Vicente Gómez. No existían libertades y el único medio de comunicación, la prensa escrita, estaba fuertemente censurado. Dentro de ese escenario irrumpe la radio en Venezuela, donde Cecilia a muy temprana edad da inicio a su larga y fructífera carrera.

## Carrera

### Radio
En 1930, durante la inauguración de la emisora Broadcasting Caracas (actualmente Radio Caracas Radio), Eduardo Martínez Plaza, quien era primo de la familia Martínez, compró un espacio radial al que llamó La hora de la canción pero como no tenía para pagar a una cantante profesional le pidió a su prima Fina (la hermana mayor de Cecilia) para que cantara en su programa. El día del estreno Eduardo -con una guitarra- y Fina estaban preparados para su actuación ante el micrófono pero, al entrar al aire, Fina se paralizó por los nervios y no pudo cantar, por lo que hubo unos segundos de silencio hasta que Cecilia, quien también se encontraba en la cabina radial, terminó cantando el bolero Quisiera amarte menos, el cual significaría su debut.
En 1933 Martínez protagonizaría, en el papel de Alida Palmero, la radionovela El misterio de los ojos escarlata, la cual fue el primer programa de ese tipo transmitido en Venezuela y además la primera radionovela de suspenso de América Latina, luego se une a la radionovela La Comedia Santa Teresa, considerada la primera novela costumbrista que salió al aire en Venezuela, la cual se mantuvo en el aire durante cuatro años.
Luego de esto Martínez realizó varios programas de corte cómico, uno llamado Totó y Didi junto al locutor Francisco Andersen además de otros programas de ese género como Frijolito y Robustiana, Don Lisandro y Doña Carmen y La familia Buchipluma. Luego de pasar un tiempo alejada de la radio, vuelve para ser la voz del primer jingle comercial que se transmitió en el país, el cual cantaba en vivo seis veces al día y que publicitaba el jabón John Laud. Dicho jingle tenía la siguiente letra:

Suspirando está en el baño 
 Ana María de la Luz, 
 Porque ella quiere bañarse
 Con John Laud. 
 Y su madre no concibe 
 que Ana María de la Luz 
 quiera meterse en el baño
 con John Laud 
 Mamita, Mamita 
 Encárgame el ataúd 
 si tú no me dejas
 bañarme con John Laud.

El entonces presidente Juan Vicente Gómez prohibió dicho comercial por considerarlo "erótico", "atrevido" e "inconveniente" para la moral de la época.
Durante tres años Martínez realizó un programa con César Pinto llamado Nuestra Tierra, el cual iba dirigido a la población campesina donde se daban consejos sobre prácticas comerciales, económicas y de intercambio más pertinentes en el sector agrícola y ganadero y, años más tarde, realizaría junto a Napoleón Bravo un programa llamado Dos Generaciones el cual se transmitía por Radio Aeropuerto y trataba sobre diversos hechos de la historia contemporánea de Venezuela.

### Televisión
En 1954 Cecilia Martínez debuta en el recién estrenado canal de televisión Radio Caracas Televisión, como "jueza" en un programa educativo llamado Tribunal Juvenil, en el cual se discutían problemas y se buscaban soluciones. Luego participó en un programa de comedia llamado Qué Tiempos Aquellos donde actuaba como una madre de familia y, después participó en un programa de concursos llamado Monte Sus Cauchos Goodyear que, aunque no aparecía mucho en pantalla, se hizo famosa gracias a la frase dicha por el conductor de ese programa, el profesor Néstor Luis Negrón: "Cecilia, ¿cuánto tiene el pote?", la cual se volvió muy popular.
También, en 1954, Martínez comienza a producir y conducir el que fue el primer programa de televisión en Venezuela completamente dedicado a las amas de casa llamado Cosas de Mujeres el cual se transmitía de lunes a viernes aportando cada día una temática diferente: los lunes era sobre decoración, los martes se respondían las cartas que enviaban al programa, los miércoles era sobre encuadernación, los jueves sobre estética y los viernes sobre bordado y confección. Este programa duró doce años en Radio Caracas Televisión, pero fue cancelado por considerarse "obsoleto y periclitado", por lo cual el programa se mudó a Venevisión cambiando su nombre a Nosotras las Mujeres, manteniendo la temática aunque con algunos cambios, como secciones de ejercicios y secciones de índole legal para dar a conocer a las mujeres sus derechos. Este programa duró diez años en el aire pero también fue cancelado debido a que en ese canal dejaron de aceptar productores independientes. Finalmente Martínez se mudaría a Venezolana de Televisión donde conduce el programa Toda una Mujer, junto con Eleonora Bruzual, el cual tenía un enfoque más informativo y ya no era exclusivamente para las mujeres y además tenía diferentes secciones en las que se incluyen "Zapata, absolutamente en serio", "Sembrando con Lino", "Decoración", "Moda", "Jazz", "El libro de la semana", Psicología y Política. Este programa duró ocho años en el aire hasta que, en febrero de 1984, el mismo fue sacado del aire y Cecilia Martínez fue despedida del canal, alegando los altos costos de producción del programa, pero Martínez siempre afirmó que dicha cancelación fue por órdenes de Blanca Ibáñez -la secretaria privada (y, entonces, amante) del presidente Jaime Lusinchi- debido a sus cercanías con personajes del partido político COPEI y, principalmente, con el expresidente Rafael Caldera.
Su última aparición televisiva fue como actriz en la telenovela de Venezolana de Televisión Blue Jeans, en 1991, donde interpretaba a una malévola y ambiciosa matriarca italiana.

### Cine
En 1986 Martínez debutó en el cine en la película Ifigenia haciendo el papel de una abuela arraigada a las costumbres y tradiciones de la sociedad venezolana de la década de 1920 quien no concebía el modo de vida que traía su nieta María Eugenia, recién llegada de París. También trabajó en otras películas como El Escándalo (1987), Los ladrones llegaron ya (1996), Amaneció de Golpe (1998) y Fosa Común (1998).

### Vida fuera de los medios
Además de su trabajo en los medios de comunicación, Cecilia Martínez tuvo otros trabajos: Montó una casa de decoración, vendió libros y trabajó como secretaria para varias empresas y escritorios de Caracas.

### Últimos años y fallecimiento
Cecilia Martínez, quien mantuvo una salud y una lucidez envidiables, incluso ya centenaria, vivió sus últimos años en una residencia ubicada en Caraballeda, estado Vargas y falleció el 23 de septiembre de 2015 en la ciudad de Caracas.

## Reconocimientos
- Guacaipuro de Oro: 1956, 1959, 1968, 1970 y 1971.
- Meridiano de Oro: 1973 y 1984.
- Mara de Oro: 1973.
- Premio Ondas: 1973.
- Medalla "Dra. Luisa Amelia Pérez Perazzo": 1981.